# 8634 Neubauer
8634 Neubauer eller 1981 GG är en asteroid i huvudbältet som upptäcktes den 5 april 1981 av den amerikanske astronomen Edward L.G. Bowell vid Anderson Mesa Station. Den är uppkallad efter Fritz Neubauer.
Asteroiden har en diameter på ungefär 5 kilometer.